# Gerhard von Clairvaux (Abt)

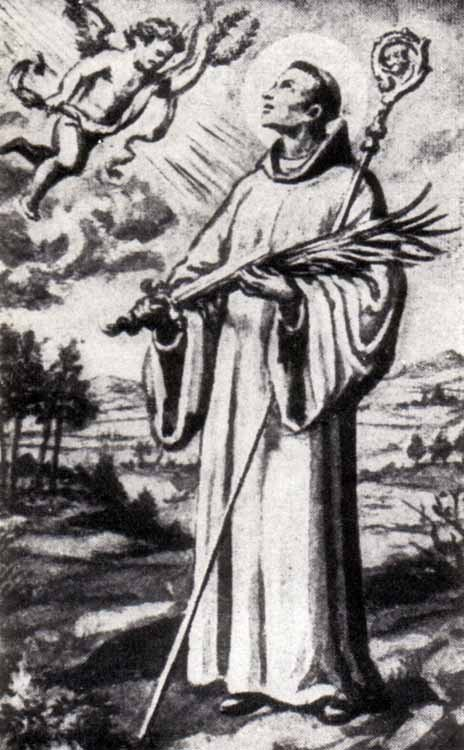
Gerhard von Clairvaux im Zisterzienserhabit, mit Abtsstab, Märtyrerpalme und Märtyrerkranz, Heiligenbild, 18. Jahrhundert

Gerhard von Clairvaux, Gerardus de Clara Valle, (* um 1120 in Italien; † wohl 1177 in Kloster Igny, Frankreich) war der sechste Abt von Clairvaux. Er wurde von einem rebellierenden Mönch ermordet und gilt als erster Märtyrer des Zisterzienserordens.

## Leben
Gerhard stammte aus der Lombardei und trat als junger Mann in die Benediktiner-Abtei Fossanova südlich von Rom ein. Dort wurde er um 1135 der erste Abt nach der Eingliederung des Klosters in den jungen Zisterzienserorden, zunächst für etwa fünf Jahre, dann erneut ab 1158. 1170/1171 wurde Gerhard zum Abt von Clairvaux gewählt. Während einer Visitation im Kloster Igny, das der Aufsicht Clairvauxs unterstand, wurde Gerhard von einem Mönch namens Hugo de Bazoches, dem er eine Disziplinarstrafe angedroht hatte, ermordet.

## Verehrung
Die wichtigste Quelle für Gerhards Wirken und seinen Tod ist das Exordium magnum Ordinis Cisterciensis Konrads von Eberbach, das einige Jahrzehnte nach den Ereignissen in Clairvaux entstand. Dort ist Gerhard bereits als Märtyrer dargestellt: Petrus Monoculus, zur Zeit des Mordes Abt von Igny und ab 1179 zweiter Nachfolger Gerhards in Clairvaux, schaut den Ermordeten während der Totenmesse für ihn zusammen mit dem hl. Bernhard in himmlischem Licht. Seine liturgische Verehrung als Seliger im Zisterzienserorden gestattete jedoch erst Papst Clemens XI. 1702.